# 마르셀 키텔
마르셀 키텔은 카투사 알페신 소속의 독일 사이클 선수이다. 어려서는 타임 트라이얼이 주종목이었으며, 23세 이하 세계 선수권 대회에서 동메달을 수상한 바가 있다. 2011년 프로 선수 생활을 시작할 때부터 폭발적인 스프린트가 특기였다. 3대 그랜드 투어에서 모두 스테이지 우승을 한 이력이 있다.

## 경력

### 2012 시즌
뚜르 드 프랑스에는 2012년에 처음 출전하였다. 팀의 리더로 선택되었으며, 스테이지 우승과 그린 져지를 획득하기 위해 경쟁하였다. 그러나 두 번째 스테이지에서부터 시작된 바이러스성 복통으로 인해 다섯 번째 스테이지 시작 1시간 후, 레이스를 중단하였다. 2012년 투어 중 네 번째 중단이었다. 8월 초, 복귀 후 첫 번째 레이스였던 에네코 투어의 첫 번째 스테이지에서 우승하였다. 마지막에 그와 경쟁하던 선수는 FDJ-빅마트팀의 프랑스 선수 아르노드 드마레였다. 세 번째 스테이지에서는 5km를 남겨두고 타이어의 펑크가 발생하는 불운이 있었지만, 네 번째 스테이지에서 다시 역전하였다. 그의 팀 동료인 탐 빌러와 존 데겐콜브는 마지막 구간에서 그의 바람막이가 되어 그의 우승을 위해 스프린트할 수 있도록 도왔다. 2012년말 사이클계가 랜스 암스트롱의 도핑 사례로 타격을 받았을 때, 그는 사이클링 커뮤니티를 통해 암스트롱을 옹호하는 사람들에게 “아픈" 사람들이라고 말하여, 그의 반도핑 입장을 밝혔다.

### 2013 시즌
2013년 키텔의 팀, 아르고스-시마노는 월드 투어에 출전할 수 있는 자격을 얻었다. 그는 투어 오브 오만의 첫 번째 스테이지에서 강력한 스프린트로 우승을 차지하였으며, 시즌 첫 번째 우승이었다. 2013년 뚜르 드 프랑스에서는 스프린터로서의 놀라운 모습을 보여주었다. 첫 번째 스테이지인 코르시카에서 첫 번째로 골인하며, 100번째 뚜르 드 프랑스의 마이요 존느를 획득하였다. 그러나 다음 날, 래디오섁-레오파드팀의 얀 베컬런츠에게 옐로 져지를 넘겨주었다. 그러나 키텔은 그대로 끝나지 않고, 10, 12 스테이지에서도 우승을 추가하였다. 그리고 마지막 스테이지인 샹젤리제에서도 우승을 하였다. 오메가파르마-퀵스텝팀의 마크 카벤디쉬의 샹젤리제 스테이지 4년 연속 우승을 저지하였다. 종합 성적은 그린 져지 포인트 4위에 머물렀다.

### 2014 시즌
키텔은 두바이 투어에서 세개의 스테이지를 연달아 우승하며 시즌을 시작하였다. 세 번째 스테이지에서는 결승선 부근의 얕은 두 개의 언덕에서 살아남았으며, 매우 작아진 그룹에서의 스프린트를 하였다. 지로 디탈리아에서는 두 번째와 세 번째 스테이지에서 우승하였다. 뚜르 드 프랑스에서는 2013년과 같이 첫 번째 스테이지에서 우승하여 옐로우 져지를 획득하였다. 그러나 두 번째 스테이지에서 빈센조 니발리에게 넘겨주었다. 그러나 그 다음 세 번째, 네 번째 스테이지에서도 키텔이 우승하였다. 그리고 마지막 21 스테이지인 파리 샹젤리제에서도 2013년과 같이 우승을 하였다. 10월에는 투어 오브 브리튼의 첫 번째와 마지막 스테이지에서 니콜라 루포니, 마크 카벤디쉬를 제치고 전력으로 스프린트하여 우승하였다.